# Велимир Иванович
Велимир Иванович е сръбски футболист, полузащитник на Светкавица (Търговище).

## Кариера
Започва кариерата си във ФК Раднички 1923. След това играе и за гръцките Лариса и Олимпиакос Волос. През 2000 играе половин година в Партизан, записвайки 2 шампионатни мача и 1 в купата на УЕФА. През 2002 подписва със Славия. Изиграва над 100 мача за столичния тим, като през 2005 към него има интерес от ЦСКА (София). През зимата на 2005 получава оферта от Турция, но Славия отказва. През това време сърбинът е с травма и отсъства 3 месеца от терените. През март 2006 отново се контузва в мач с Родопа (Смолян). След края на сезона напуска като свободен агент. Велимир се завръща в Раднички, но там изиграва само 10 мача. На следващия сезон подписва със Спартак (Варна), като става и капитан на отбора. През 2009 е купен от Миньор (Перник). Изиграва 34 мача преди да бъде освободен в края на 2010. Веле е близо до трансфер в Пирин, докато Георги Иванов - Геша го привлича в отбора от източната Б група Доростол (Силистра). През ноември 2011 Иванович се завръща в състава на Спартак (Варна). През юли 2012 преминава в Светкавица (Търговище).